# Il bruco
Il bruco (芋虫?, Imo-mushi) è un manga di genere ero guro di Suehiro Maruo, ispirato all'omonimo racconto di Ranpo Edogawa del 1929.
L'opera è stata pubblicata per la prima volta nel 2009 in Giappone dalla casa editrice Enterbrain sul mensile Comic Beam e in seguito raccolta in volume unico. L'edizione italiana è stata pubblicata dalla casa editrice Coconino Press nel 2012. 

## Trama
In Giappone, negli anni Venti, il tenente Sunaga ritorna atrocemente menomato dalla spedizione in Siberia. L'uomo è ridotto all'aspetto di un bruco, senza gambe né braccia e non può parlare né sentire a causa delle gravi lesioni riportate alle orecchie e alle corde vocali. Magra consolazione, una medaglia per le sue gesta militari e la bella e giovane moglie Tokiko, costretta a prendersi cura di lui, più per convenzione sociale che per amore. Il rapporto tra i due coniugi è frustrante e sofferto: Tokiko, costretta a convivere con l'invalido che un tempo era suo marito, lancia sguardi di disprezzo a Sunaga, rabbioso e consapevole della propria condizione di essere mostruoso. L'unico tipo di comunicazione tra i due è il sesso, praticato in maniera morbosa e con un'alternanza di attrazione e repulsione.
Un giorno Tokiko, stanca degli sguardi di odio che il marito le rivolge, gli cava gli occhi. La donna si pente immediatamente del proprio gesto e corre a chiamare il dottore. Sunaga è privato dell'ultimo contatto con il mondo che gli era rimasto, mentre Tokiko, disperata, supplica per il suo perdono. La storia si conclude tragicamente: una notte l'uomo esce nel giardino, striscia fino al vecchio pozzo e infine si lascia cadere al suo interno. La donna si sveglia e cercando il marito, trova una scritta sul muro: "ti perdono". Quando arriva in giardino è ormai troppo tardi. 

## Personaggi
Sunaga
Tenente giapponese, premiato con una medaglia e riconosciuto come eroe per le sue gesta nella guerra russo-giapponese. Il personaggio ha l'aspetto simile a quello di un bruco, non ha braccia né gambe e non può sentire né parlare. Odia la sua condizione e riversa la sua frustrazione nel sesso con la moglie. Detesta la donna, poiché i suoi sguardi gli ricordano che non è più un uomo. Per comunicare, scrive su una tavoletta con una matita che tiene tra i denti.
Tokiko
Giovane e bella moglie di Sunaga, costretta a occuparsi di lui. Quando sposa il marito, la guerra era già iniziata. Non potendo avere figli, adotta un bambino che muore poco dopo. Al ritorno del marito dalla guerra vive costretta accanto a un uomo incapace di occuparsi di sé e cade in una depressione acuta che la porta al terribile gesto finale. Sogna spesso insetti ed esseri informi.
Washio
Ufficiale superiore di Sunaga, aiuta la sventurata coppia mettendo loro a disposizione la casa dove vivono. Prova biasimo per la donna e pena per il vecchio compagno.

## Pubblicazione
Il bruco è stato pubblicato a puntate in Giappone sulla rivista mensile Comic Beam dalla casa editrice Enterbrain e in seguito raccolto in un volume unico, pubblicato il 26 ottobre 2009. Il manga è stato distribuito in Francia il 30 ottobre 2010 da Le Lézard noir, in Spagna da Glénat nel 2011 e in Italia da Coconino Press nel 2012. In Italia Il bruco si è classificato al 2º posto come miglior fumetto straniero al 15° Napoli Comicon del 2013.